# Право на живот
Право човека на поштовање његовог живота налази се у центру система заштите људских права. Право на живот или неприкосновеност живота је елементарно право човека које се признаје у свим уставима, налазећи се најчешће на почетку дела о људским и грађанским правима. Гарантовано је и међународним документима о правима човека, где је, на пример у Пакту о грађанским и политичким правима, означено као урођено право сваког људског бића на живот.

## Карактер
Право на неприкосновеност живота има апсолутни карактер једино у државама у којима је уставом забрањено изрицање смртне казне. Упадљива је, међутим тенденција да се у свету повећава број држава које изричито забрањују смртну казну или изречене осуде на казну смрти не извршавају.

## Међународни документи
У међународним документима о људским правима такође се забрањује смртна казна или се државе обавезују да неће извршавати смртне казне и да ће предузимати мере да ову казну уклоне из својих закона, под резервом њеног задржавања за време рата. Што се и наводи у Европској конвенцији.
- Нико не може бити намерно лишен живота, сем приликом извршења пресуде суда којом је осуђен за злочин за који је ова казна предвиђена законом. Савет Европе је 1983. усвојио Протокол бр. 6 уз Европску конвенцију којим се потписцнице обавезују да укину смрт на казну за сва кривична дела, осим оних која су извршена за време рата и непосредне ратне опасности и Протоколом бр. 13 од 2002. укида се смртна казна, без икаквих ограничења или одступања за време рата или непосредне опасности.

Лишење живота не сматра се противним Европској конвенцији ако проистекне из употребе силе која је апсолутно нужна:
- 1. ради одбране неког лица од незаконитог насиља
- 2. да би се извршило законито хапшење или спречило бекство лица законито лишеног слободе
- 3. приликом законитих мера које се предузимају у циљу сузбијања нереда или побуне.

## Право на живот у Уставу Србије
Устав Републике Србије људски живот проглашава неприкосновеним. Изменама кривичног законодавства од 2001. смртна казна је укинута. Уместо смртне казне уведена је казна затвора од 40 година. Устав потврђује да у Републици нема смртне казне и у вези са правом на живот забрањује клонирање.